# 森寬和
森寬和（日语：／ Mori Kanna，1988年6月22日—），曾用艺名森矢寬和（日语：／ Moriya Kanna），出身於日本富山縣，是日本時裝模特兒、演員。現屬GATE株式会社。

## 來歷
出生於富山縣，在2歲到小學5年級在大阪府守口市生活，小學5年級到初中2年級在京都實際上是完全受關西教育的，因父親工作原因而前往東京之際，在親戚的建議下到了『mina』等女性時尚雜誌，開始模特兒的工作。後來因通過了電視廣告的遴選並對演藝抱有興趣，而被介紹到現在的事務所，開始了女演員的生涯。
2017年6月自Hirata Office移至Sony Music Artists，並改為藝名「森矢寬和」。
2021年7月1日，宣布與日本國家籃球隊選手馬場雄大結婚。自Sony Music Artists離開獨立，並改回本名「森寬和」。

## 演出紀錄

### 電視劇
- Attention Please 澳大利亞篇（2008年4月3日，富士電視台）
- 假面騎士Decade（2009年1月25日 - 8月30日，朝日電視台），飾演：光夏海
- 侍戰隊真劍者 第21集（2009年7月19日，朝日電視台），飾演：光夏海
- 靛青之夜（2010年1月5日 - 4月2日，東海電視台），飾演：テツ / 河村桃子
- 警視廳失蹤人搜查課（2010年4月16日 - 6月11日，ABC電視台・朝日電視台），飾演：明神愛美
  - 警視廳失蹤人捜査課SP（2011年12月24日，ABC・朝日電視台）
- 科搜研之女 第10季 最終話（2010年9月16日，朝日電視台），飾演：浅羽奈美
- 宇宙犬作戦 第9集（2010年9月17日，東京電視台），飾演：レイチェル
- サイコダイヴ（2011年1月7日，富士電視台），飾演：神崎しのぶ
- 失戀保險 第6・7集（2011年5月12日・5月19日，讀賣電視台），飾演：香月優希
- 救急救命士・牧田沙織8（2011年8月27日，朝日電視台），飾演：小松瞳
- 推理要在晚餐後 第8集（2011年12月4日，富士電視台），飾演：宮本夏希
- Beginners! 第3集（2012年7月26日，TBS電視台），飾演：小坂滿知子
- 東京全力少女（2012年10月10日 - 12月19日，日本電視台），飾演：久保遙
- dinner 第5集（2013年2月10日，富士電視台），飾演：夏野愛美
- 小孩警視 第6集（2013年2月19日 - 3月26日，MBS電視台），飾演：有栖川ありさ
- 惡作劇之吻～Love in TOKYO（2013年3月29日，富士電視台TWO）第6集，飾演：松本裕子
  - 惡作劇之吻2～Love in TOKYO（2014年11月24日 - 2015年4月3日，富士電視台）
- 美食知識刑警立花 第6集（2013年5月22日，東京電視台），飾演：代々木
- 庶務二課2013（2013年7月10日，富士電視台），飾演：小島美鈴
- 遺留搜查（朝日電視台）
  - 遺留搜查SP 孤島刑偵（2013年11月10日），飾演：植村洋子
  - 第5季 第4集（2018年8月2日），飾演：志倉さなみ
- 東京猩紅～警視廳NS係 第6集（2014年8月19日，TBS電視台），飾演：鈴木鈴
- 警視廳搜查一課9係 season9 第9集（2014年9月3日，朝日電視台），飾演：秋元美鈴
- 玉川區役所 OF THE DEAD 第1-3集（2014年10月3日 - 10月17日，東京電視台），飾演：山下マユ
- 救災最前線（2014年10月4日 - 11月1日，NHK），飾演：原田明美
- 我妹是惡魔（2014年10月16日 - 12月18日，富士電視台），飾演：佐藤和子
- 超級代書（2015年1月14日 - 3月18日，神奈川電視台 等），飾演：杉山栄子
- 貓侍 Season2（2015年4月19日 - 6月28日，神奈川電視台 等），飾演：菊乃
- 戀愛中會有的事「同居時常有的事」（2015年6月24日，富士電視台），飾演：さとみ
- 恨嫁警花（2015年7月2日 - 9月17日，讀賣電視台），飾演：小西弥生
- 要在蒂凡尼吃早餐（2015年10月11日 - 12月20日，日本電視台），飾演：阿久津典子
  - 要在蒂凡尼吃早餐 第2季（2016年1月10日 - 3月27日）
- 極樂天使 第6集（2016年5月28日，日本電視台），飾演：上原真理
- 出租救世主 第2集（2016年10月16日，日本電視台），飾演：ヒロコ
- 大阪環狀線 每人在車站的愛情故事 第三季 第3集「桃谷站」（2018年1月30日，關西電視台），飾演：瞳
- 正義檢事 第1集（2018年4月11日，日本電視台），飾演：向井美織
- 青春後空翻（2018年7月13日 - 9月14日，TBS電視台），飾演：松井市子
- 搜查會議在客廳！ 第1集（2018年7月15日，NHK BS Premium），飾演：櫻木加奈子
- 駐在刑事 第4集（2018年11月9日，東京電視台），飾演：津山理沙
- 記憶搜查〜新宿東署事件檔案〜 第1集・最終話（2019年1月18日・3月1日，東京電視台），飾演：森千夏
- 醜聞專業律師 QUEEN 第8集（2019年2月28日，富士電視台），飾演：和久井純菜
- X光室的奇蹟～放射科的診斷報告～（富士電視台），飾演：菊島由美
  - 第1季 第1集（2019年4月8日）
  - 第2季 第1集（2021年10月4日）
- 磯野家的人們～20年後的海螺小姐～（2019年11月24日，富士電視台），飾演：花沢花子
- 絕對不在場證明 第1集（2020年2月1日，朝日電視台），飾演：中島香澄
- 世界奇妙物語 2020夏之特別篇「無法火化的父親」（2020年7月11日，富士電視台），飾演：松田悅子
- 尼羅尖吻鱸女子會（2021年1月30日 - 3月20日，BS東視），飾演：小笠原圭子
- 約定的灰姑娘（2021年7月13日 - 9月14日，TBS電視台），飾演：千葉望
- 前男友的遺書（2022年4月11日 - 6月20日，富士電視台），飾演：原口朝陽
- 魔法翻新 第1集（2022年7月18日，關西電視台・富士電視台），飾演：佐竹優香
- 風間公親－教場0－ 最終話（2023年6月19日，富士電視台），飾演：甘木紗季
- 窮途末路的我們（2023年6月28日 - 9月13日，東京電視台），飾演：星野薰子
- 不要跨越時空，戀人們 第6集・第7集（2023年11月14日・11月22日，關西電視台・富士電視台），飾演：常盤凪
- 我的第二青春 第8集（2023年12月5日，TBS），飾演：栗田理惠
- 春暖花開的那一天（2024年1月15日 - 3月25日，關西電視台・富士電視台），飾演：椎名佳乃
- 彩香最愛弘子前輩（2024年7月5日 - 8月23日，MBS電視台），飾演：鹿納弘子
- 小圓今年26歲，是一名實習醫生！（2025年1月14日 - 3月18日，TBS），飾演：內田真奈美
- 宛如粼光夫婦日和（2025年4月24日 - 6月26日，富士電視台），飾演：関谷はる江

### 電影
- 《歌魂♪》（2008年4月5日，日活）- 飾演 新藤菜摘
- 假面騎士系列（東映）
  - 《劇場版 超·假面騎士電王&DECADE 新世代 鬼島的戰艦》（2009年5月1日）- 飾演 光夏海
  - 《劇場版 假面騎士Decade 全騎士 VS 大修卡》 （2009年8月8日）- 飾演 光夏海
  - 《假面騎士×假面騎士 W & Decade Movie大戰2010》（2009年12月12日）- 飾演 光夏海 / 假面騎士KIVARA
- 《幸福的面包》 （しあわせのパン，2012年1月，ASMIK ACE）- 飾演 斋藤香织
- 《太阳坐落之处》（2014年10月4日，Phantom Film）- 飾演 水上由希
- 《次世代機動警察：首都決戰(真人版)》（2015年，松竹）- 飾演 灰原零 / 駕駛最新型的隐形戰鬥直昇機
- 《律政英雄(HERO)電影版2》（2015年，東寶）- 飾演 三城紗江子
- 《雨樹之國》（2015年11月21日，博報堂DY音樂&電影）- 飾演 美沙子
- 《劇場版 超級代書》（劇場版 びったれ!!!，2015年11月28日，VIDEO PLANNING・太秦）- 飾演 杉山榮子
- 《只有我不存在的城市》（2016年3月19日，華納兄弟影業）- 飾演 雛月加代（成人期）
- 《請與我的妻子結婚。》（2016年11月5日，東寶）- 飾演 片岡喜子
- 《AWAKE》（2020年12月25日，Kino Films）- 飾演 山内ひろみ
- 《看不見的愛》（2020年10月23日，GAGA）- 飾演 麻衣子  ※友情演出
- 《鳩的擊退法》（2021年8月27日，松竹）- 飾演 吟子
- 《結束即開始》（2022年5月27日，TOKI MEDIA WORKS）

### 廣告
- 日本碍子
- 摩斯漢堡
- 小林製藥 「サラサーティ 2枚重ね」（2009年）
- ミニストップ 「ハロハロ ゴールデンパイン」「くす玉篇」（2009年）

### 雜誌
- mina
- non-no
- CanCam

### DVD
- てれびくん全員サービスビデオ『仮面ライダーディケイド 超アドベンチャーDVD 守れ!<てれびくんの世界> 』（2009年）- 飾演 光夏海

### MV
- back number 「手紙(信)」（2015年8月12日 Universal SIGMA） - 飾演 母親[3]

## 個人作品

### 影像作品
- 森カンナ（2009年9月21日、東映ビデオ）

### 寫真集
- Pearl Road（2010年12月24日、WANI BOOKS、攝影：Rem York Maash Haas）ISBN 978-4847043345

## 資料來源
1. ↑  Girs☆インタビュー『仮面ライダーディケイド』に出演 森カンナ 的存檔，存档日期2009-05-27.
2. ↑  . 體育報知. 2021-07-01  [2022-06-20]. （原始内容存档于2022-05-28） （日语）.
3. ↑  . オリコン. 2015-07-23  [2015-08-21]. （原始内容存档于2015-08-01）.

## 外部連結
- 官方网站（日語）
- 森寬和的X（前Twitter）
- 森寬和的Instagram帳戶
- 森 カンナ プロフィール（Hirata Office時期官方個人檔案）（日語）
- 森矢カンナ | Sony Music Artists，存于（Sony Music Artists時期官方個人檔案）（日語）